# Smarano
Smarano là một đô thị ở tỉnh Trento ở vùng Trentino-Alto Adige/Südtirol của Ý, tọa lạc cách 30 km về phía bắc của Trento. Tại thời điểm ngày 31 tháng 12 năm 2004, đô thị này có dân số 450 người và diện tích là 6,4 km².
Smarano giáp các đô thị: Coredo, Sfruz và Tres.